# 维洛尼翁
维洛尼翁（法語：Villognon，法語發音：[vilɔɲɔ̃]）是法国夏朗德省的一个市镇，位于该省中北部，属于孔福朗区。

## 地理
维洛尼翁（45°51'42"N, 0°5'56"E）面积9.17 平方千米，位于法国新阿基坦大区夏朗德省，该省份为法国西部内陆省份，北起德塞夫勒省和维埃纳省，东临上维埃纳省，东南至多尔多涅省，南至多爾多涅省，西接滨海夏朗德省。
与维洛尼翁接壤的市镇（或旧市镇、城区）包括：昂贝拉克、塞莱特、库隆日、富克尔、吕克塞、韦尔旺、克桑贝。

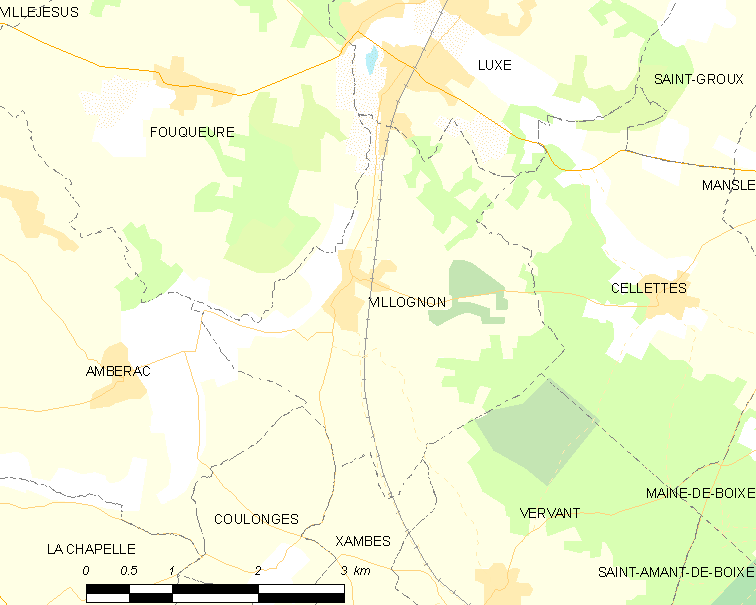
维洛尼翁的OSM定位图

维洛尼翁的时区为UTC+01:00、UTC+02:00（夏令时）。

## 行政
维洛尼翁的邮政编码为16230，INSEE市镇编码为16414。

## 政治
维洛尼翁所属的省级选区为布瓦克斯-芒卢瓦县。

## 人口

1962-2008年间维洛尼翁人口变化图示

维洛尼翁于2022年1月1日时的人口数量为332人。